# Língua italiana
O italiano (italiano) é uma língua românica, descendente direta do latim, sendo a mais próxima do latim entre as línguas nacionais e a segunda, atrás do sardo, quando as línguas regionais também são levados em conta. É a língua oficial de quatro países - Itália, Suíça, San Marino e Vaticano -, e usada como língua co-oficial em partes da Albânia, Eslovênia, Croácia e Mônaco. Foi igualmente usado na antiga África Oriental Italiana e as regiões do Norte de África, onde o italiano ainda desempenha um papel significativo em vários setores. O italiano também é falado por grandes comunidades de expatriados nas Américas, incluídas partes do Brasil, e por pequenas minorias em lugares como Crimeia, França (especialmente na Córsega), Montenegro e Tunísia. Muitos falantes são bilíngues nativos tanto do italiano (da sua forma padrão as variantes regionais) e de outros idiomas regionais.
O italiano é uma língua europeia importante, sendo uma das línguas oficiais da Organização para a Segurança e Cooperação na Europa e uma das línguas de trabalho do Conselho da Europa. É a terceira língua materna mais falada na União Europeia, com 65 milhões de falantes nativos (13% da população da UE) e é falado como segunda língua por 14 milhões de cidadãos da UE (3%). Incluindo falantes italianos em países europeus não pertencentes à UE (como Suíça e Albânia) e de outros continentes, o número total de falantes é de cerca de 85 milhões.
O idioma é a principal língua de trabalho da Santa Sé, servindo como a língua franca na hierarquia da Igreja Católica, bem como a língua oficial da Ordem Soberana e Militar de Malta. O italiano é conhecido como a linguagem da música por causa de seu uso na terminologia musical e na ópera. Sua influência também é generalizada nas artes e no mercado de bens de luxo, sendo foi classificado como a quarta ou quinta língua estrangeira mais ensinada no mundo.
O italiano foi adotado pelo Estado após a unificação da Itália e deriva do toscano, sendo que previamente era uma língua falada principalmente pela elite da sociedade florentina. Seu desenvolvimento foi também influenciado por outras línguas italianas e, em certa medida menor, pelas línguas germânicas dos invasores pós-romanos.

## História
A língua italiana atual deriva em grande parte do latim vulgar. Inicialmente, existiam dois tipos de latim falados até à Idade Média: o latim clássico falado pelos romanos mais cultos e influentes ou pelos moradores da área original de Roma, mais complexo, e o latim vulgar, que era falado pelos soldados romanos e pelos povos dominados por estes.[carece de fontes?]
Uma vez que os soldados se mantinham por determinados períodos de tempo nos locais ocupados, eram, de certa forma, encarregados em impor a língua latina aos colonos, pelo que, a variante de latim vulgar se tornou a mais falada em toda a extensão do vasto Império Romano. Com a ocorrência de misturas de dialetos locais com o latim formaram-se várias das línguas atuais, tais como o português, o espanhol, o francês, o romeno. [carece de fontes?]
Não há data definitiva em que as várias variantes italianas do, latim - incluindo variedades que contribuíram para o italiano padrão moderno - começaram a ser suficientemente distintas do latim para serem consideradas línguas separadas. Um critério para determinar que duas variantes de idioma devem ser consideradas idiomas separados em vez de variantes de um único idioma é se elas evoluíram de modo que não são mais mutuamente inteligíveis. Este diagnóstico é eficaz se a inteligibilidade mútua for mínima ou ausente (por exemplo, entre as línguas românicas, romeno e português), mas falha em casos como castelhano-português ou castelhano-italiano, pois falantes nativos instruídos de qualquer par podem se entender bem se optar por fazê-lo; no entanto, o nível de inteligibilidade é marcadamente mais baixo entre o italiano-castelhano e consideravelmente mais alto entre as línguas ibéricas irmãs português-castelhano. Os falantes deste último par podem se comunicar uns com os outros com notável facilidade, cada um falando com o outro em sua própria língua nativa, sem gírias/jargões.
No entanto, com base nas diferenças acumuladas na morfologia, sintaxe, fonologia e, em certa medida, no léxico, não é difícil identificar que, para as variedades românicas da Itália, a primeira evidência escrita existente de línguas que não podem mais ser consideradas latinas vem dos séculos IX e X d.C. Essas fontes escritas demonstram certas características vernáculas e às vezes mencionam explicitamente o uso do vernáculo na Itália. Manifestações literárias completas do vernáculo começaram a surgir por volta do século XIII na forma de vários textos religiosos e poesia.
A língua que veio a ser pensada como italiana se desenvolveu na Toscana  central e foi formalizada pela primeira vez no início do século XIV através das obras do escritor toscano Dante Alighieri, escritas em seu dialeto florentino natal. Os poemas épicos de Dante, conhecidos coletivamente como Commedia, aos quais outro poeta toscano Giovanni Boccaccio mais tarde afixou o título Divina, foram lidos em toda a península e seu dialeto escrito tornou-se o "padrão canônico" que todos os italianos educados podiam entender. Dante ainda é creditado com a padronização da língua italiana. Além da ampla exposição adquirida através da literatura, o dialeto florentino também ganhou prestígio devido ao significado político e cultural de Florença na época e ao fato de ser lingüisticamente um intermediário entre os dialetos do norte e do sul da Itália.
Assim, o dialeto de Florença se tornou a base para o que se tornaria a língua oficial da Itália. O italiano tornou-se progressivamente a língua oficial da maioria dos estados italianos antes da unificação, substituindo lentamente o latim, mesmo quando governado por potências estrangeiras (como a Espanha no Reino de Nápoles ou a Áustria no Reino da Lombardia-Veneza), embora as massas continuaram falando principalmente seus vernáculos locais. O italiano também era uma das muitas línguas reconhecidas no Império Austro-Húngaro.
No século XIX, com a unificação dos pequenos estados da península Itálica cuja ligação comum era, basicamente, a língua, promulgou-se o italiano como língua oficial, que só não pode ser considerada como latim vulgar "puro" por ter influências dos dialetos neolatinos da região da Toscânia.[carece de fontes?]

### Língua da Itália unificada

Os dialetos italianos

O italiano padronizado, usado hoje na Itália, é descendente dos dialetos da Toscânia, especialmente aquele falado em Florença, um dos mais importantes centros culturais da Itália. Este dialeto ganhou prestígio sobretudo após ser usado por Dante Alighieri, o maior escritor italiano. Desta forma, o atual italiano padrão só era falado na região da Toscânia. Com a unificação italiana, o dialeto de Florença foi escolhido como língua oficial da Itália.[carece de fontes?]
A Itália, anteriormente dividida em diversos reinos, com línguas e dialetos próprios, só se unificou na segunda metade do século XIX. Diversos idiomas e dialetos prevaleciam entre a população do país. Estes dialetos eram, na maioria das vezes, incompreensíveis entre si. Por exemplo, um italiano que fale um dialeto do sul da Calábria não entende o dialeto de alguém do norte da Calábria. De uma cidade para outra, os dialetos italianos podem mudar completamente. Em consequência, era necessário unificar a população italiana dentro de um único dialeto que, no caso escolhido, foi o dialeto toscano.
Em 1861, ano do Risorgimento italiano, apenas 2,5% da população italiana se comunicava em italiano e outros 10% compreendiam a língua. A esmagadora maioria da população não conhecia a língua. O italiano só se tornou dominante nos últimos cinquenta anos, com a alfabetização em massa da população italiana e o desenvolvimento de tecnologias como a televisão, que contribuiu para a divulgação do italiano. Na década de 1950, o italiano ainda era menos falado que outros dialetos: 18% da população comunicava na língua oficial, 18% alternava entre dialeto local e italiano e 64% usava outro dialeto. Atualmente, 46% da população italiana usa apenas o italiano, 50% alterna entre italiano e o dialeto local e só 4% fala apenas no seu dialeto local. Para muitos italianos, falar dialeto é sinônimo de ignorância e falta de estudos. O italiano padrão é, então, considerado o idioma da escolaridade e da população bem-educada, enquanto os dialetos são usados sobretudo no meio rural e para se comunicar com os familiares.

## Distribuição geográfica

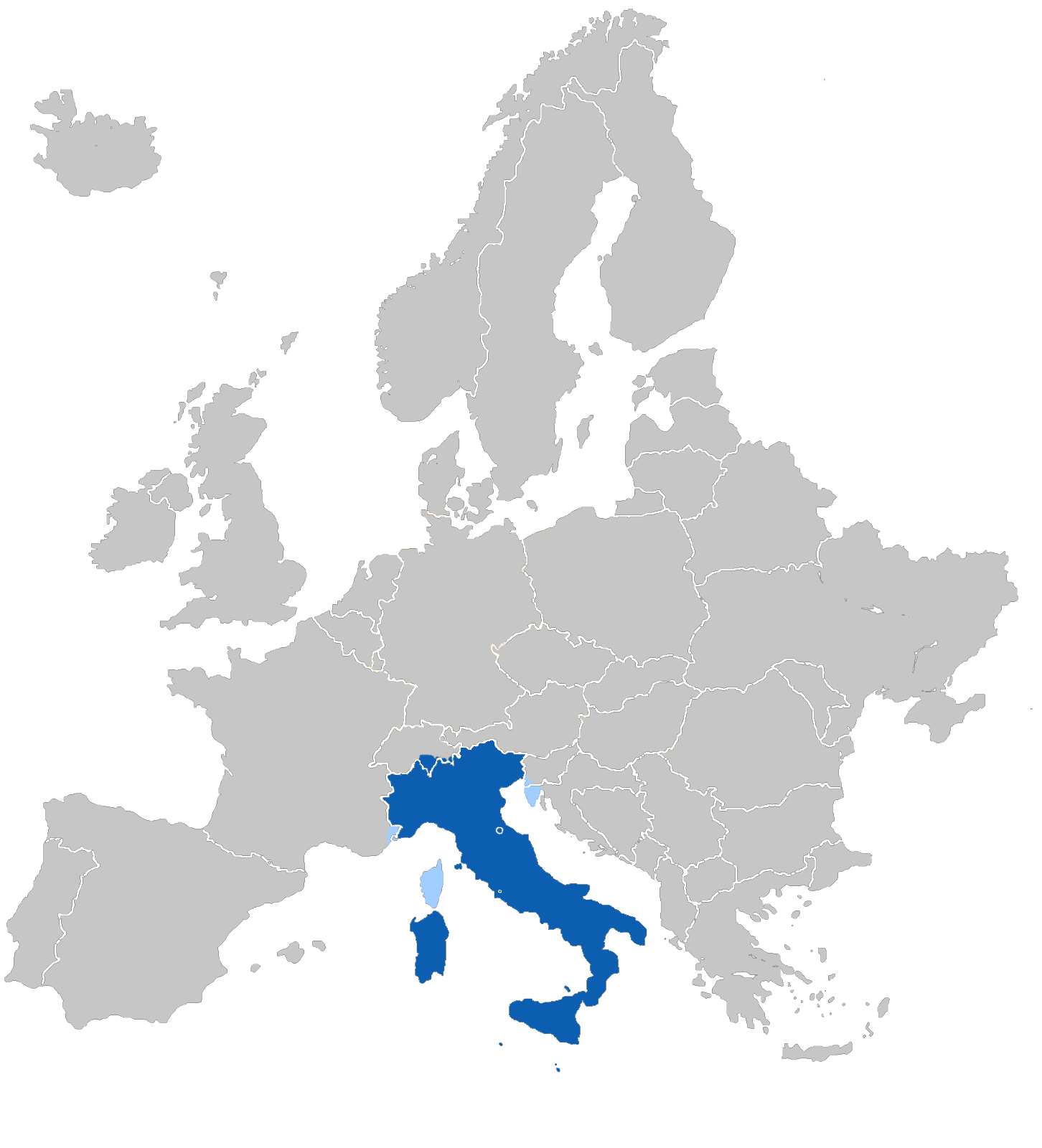
Distribuição geográfica do italiano na Europa

O italiano é língua oficial na Itália e em San Marino, e uma das línguas oficiais da Suíça. Também é a segunda língua oficial do Vaticano e em algumas áreas da Ístria, na Eslovênia e Croácia, como uma minoria italiana. Também é constantemente falado na Córsega e em Nice, antigas possessões italianas, além da Albânia.
É falado em certas partes da África, que incluem a Etiópia, Líbia, Tunísia e Eritreia. É constantemente usado por comunidades italianas vivendo no Luxemburgo, na Alemanha, Bélgica, nos Estados Unidos, no Canadá, na Venezuela, no Brasil, Uruguai, na Argentina e Austrália.
A presença de italianos é marcante em toda a América Latina. Neste caso, a presença da língua italiana, na maior parte dialetos nortenhos, é abundante no Brasil, Argentina e Uruguai. Nesses países, o espanhol e o português foram influenciados pelo italiano, particularmente em algumas regiões: Rio Grande do Sul, Paraná, São Paulo, Santa Catarina, Córdoba, Buenos Aires, Chipilo, etc.[carece de fontes?]

## Os dialetos
Quase todas as línguas românicas faladas na Itália são nativas da área em que são faladas. Além do italiano padrão, essas línguas são muitas vezes referidas como "dialetos", tanto coloquialmente quanto no uso acadêmico; no entanto, o termo pode coexistir com outros rótulos como "línguas minoritárias" ou "vernáculos" para algumas delas. O rótulo "dialeto" pode ser entendido erroneamente como implicando que as línguas nativas faladas na Itália são "dialetos" do italiano padrão no sentido predominante da língua portuguesa de "variedades ou variações de um idioma". Este não é o caso na Itália, pois a diversidade linguística de longa data do país não se origina do italiano padrão. A maior parte da variedade de línguas românicas da Itália é anterior ao italiano e evoluiu localmente do latim vulgar, independentemente do que se tornaria a língua nacional padrão, muito antes da propagação relativamente recente do italiano padrão em toda a Itália. De fato, o próprio italiano padrão pode ser pensado como uma continuação ou um dialeto fortemente baseado no dialeto florentino do toscano.
As línguas românicas nativas da Itália são, portanto, classificadas como línguas separadas que evoluíram do latim, assim como o italiano padrão, em vez de "dialetos" ou variações deste último. Por outro lado, com a disseminação do italiano padrão em toda a Itália no século XX, as variedades locais do italiano padrão também se desenvolveram em toda a península, influenciadas em vários graus pelas línguas locais subjacentes, mais notavelmente no nível fonológico; embora os limites regionais raramente correspondam a isoglossas distinguindo essas variedades, essas variações do italiano padrão são comumente chamadas de italiano regional (italiano regionale).
O uso dos dialetos ⁹
difere em relação às principais variáveis sociais: idade, escolaridade, sexo (este menos influente). Quem usa mais os dialetos são os idosos, os iletrados e os homens, principalmente entre amigos e familiares e pouco com desconhecidos. Também há notável variação regional: na região Noroeste da Itália, assim como na região central, o dialeto é pouco usado. Por outro lado, seu uso é mais forte no Sul, nas ilhas e no Nordeste, sendo o Vêneto a região onde o dialeto tem mais força. Deve ser ressaltado, porém, que os dialetos centrais da Toscânia e do Lácio são mais próximos do italiano padrão, o que diminui o uso do dialeto. Assim, 63,6% das pessoas residentes no Centro usam principalmente o italiano com a família, percentagem que cai para 28,3% no Sul e 32,8% nas ilhas. Quanto às regiões, o italiano é falado com predominância na Toscânia (83,9%), na Ligúria (68,5%) e no Lácio (60,7%) e menos na Calábria (20,4%), Vêneto (23,6%) e em Campânia (25,5%).

### No Brasil
Entre 1875 e 1935, aproximadamente 1,5 milhão de italianos emigraram para o Brasil. Atualmente, 30 milhões de brasileiros são descendentes de italianos, contabilizando a maior população de origem italiana fora da Itália.
Os imigrantes não só falavam o italiano padrão existente hoje, mas também dialetos. Na época em que estes imigrantes partiram para o Brasil, no fim do século XIX, o uso do dialeto era ainda mais forte, visto que poucos italianos imigrantes eram alfabetizados. A imigração vêneta se concentrou no Sul do Brasil, palco para a criação de colônias rurais isoladas quase sem comunicação. Tais fatores contribuíram para o enraizamento do dialeto vêneto em certas porções do Brasil meridional. A maior parte dos falantes de vêneto no Brasil se concentra nas zonas vinícolas do Rio Grande do Sul. Por viverem de certa forma isolados na zona rural, esses italianos e descendentes foram o único grupo que conseguiu manter o idioma vivo no Brasil, falado atualmente por alguns milhares de brasileiros. O dialeto, contudo, sofreu forte influência do português, e manteve expressões e léxicos que desapareceram na Itália. Para diferenciá-lo, utiliza-se hoje o nome talian.[carece de fontes?]
Desta forma, apenas o dialeto vêneto sobreviveu no Brasil. Diversos outros falares itálicos, como o napolitano (bastante difundido em São Paulo no início do século passado), emiliano, siciliano, lombardo, etc., desapareceram no Brasil. É notório, porém, que o vêneto também está ameaçado, visto que está restrito a ambientes rurais, em um país de forte aceleração urbana como é o Brasil. Em centros urbanos, como Caxias do Sul, o vêneto foi, outrora, língua corrente porém hoje é difícil encontrar seus falantes. Atualmente verifica-se um renovado interesse em se manter esse idioma minoritário do Brasil meridional através de sua inserção em currículos escolares, da mesma forma que se está fazendo com o idioma alemão nas zonas de colonização alemã e com o espanhol nas zonas fronteiriças à Argentina e ao Uruguai. O ensino da língua é obrigatório nas escolas dos municípios de Francisco Beltrão (Paraná) e Antônio Prado (Rio Grande do Sul).
No Brasil, a língua italiana é cooficial nos municípios de Encantado (Rio Grande do Sul), José Boiteux (Santa Catarina), Santa Tereza (Espírito Santo), Santo Ângelo (Rio Grande do Sul), São Bento do Sul (Santa Catarina) e Venda Nova do Imigrante (Espírito Santo).

## Gramática
Como em português, os substantivos italianos declinam-se em função de gênero (feminino e masculino) e número (singular e plural).
A língua italiana possui três conjugações verbais.
- 1.ª - verbos que terminam em -are;
- 2.ª - verbos que terminam em -ere;
- 3.ª - verbos que terminam em -ire;

Vários linguistas e gramáticos evidenciam quatro ou cinco conjugações na língua italiana, assim querendo diferenciar na segunda os verbos com infinitivo rizotônico (prèndere, stèndere, vòlgere) dos verbos com infinitivo arrizotônicos (vedére, sapére, temére) e evidenciar na terceira a presença de verbos incoativos com interfixo -isc- no presente do indicativo e do subjuntivo e no imperativo.[carece de fontes?]
Os verbos podem ser postos em quatro modos pessoais (indicativo, conjuntivo, condicional e imperativo) e três modos impessoais (infinitivo, gerúndio, e particípio).